# Zbór Kościoła Zielonoświątkowego w Łęknicy
Zbór Kościoła Zielonoświątkowego w Łęknicy – zbór Kościoła Zielonoświątkowego w RP znajdujący się w Łęknicy, przy ulicy 1 Maja 1/1.
Nabożeństwa odbywają się w niedzielę o godzinie 18.00.